# Mirko Ullmann
Mirko Ullmann (* 12. Juni 1975) ist ein deutscher Fußballspieler, der zurzeit beim SV 1946 Mosel unter Vertrag steht.
Ullmann begann seine Karriere 1993 beim FC Erzgebirge Aue, ehe er 1996 zum Chemnitzer FC wechselte. Dort kam er auf 94 Regionalligaeinsätze, in denen er 20 Tore schoss und auf 17 Einsätze und 2 Tore in der 2. Fußball-Bundesliga Von dort ging er im Jahr 2000 für ein Jahr zu Hannover 96, wo er zu acht Einsätzen in der 2. Fußball-Bundesliga kam um danach zum SV Babelsberg 03 zu wechseln. Dort kam er auf neun Spiele. Hiernach ging er erneut 2002 zum FC Erzgebirge Aue, wo er auf 17 Einsätze in der Regionalliga und auf 2 Einsätze in der 2. Fußball-Bundesliga kam. In der Saison 2004/05 stand er beim VfB Auerbach unter Vertrag. Von 2005 bis 2007 spielte er beim Wüstenbrander SV 1862 und seit 2007 für den SV 1946 Mosel.
Von 2012 bis 2016 war Ullmann Trainer des SV Olbernhau, später bis 2017 beim FC Stollberg. Von 2017 bis Juni 2021 war er beim SSV Fortschritt Lichtenstein Trainer und ist seither in Burkhardtsdorf tätig.
Ullmann absolvierte in seiner Karriere 36 Zweitligaspiele (2 Tore) und 158 Regionalligaspiele (30 Tore).